# インダス文字

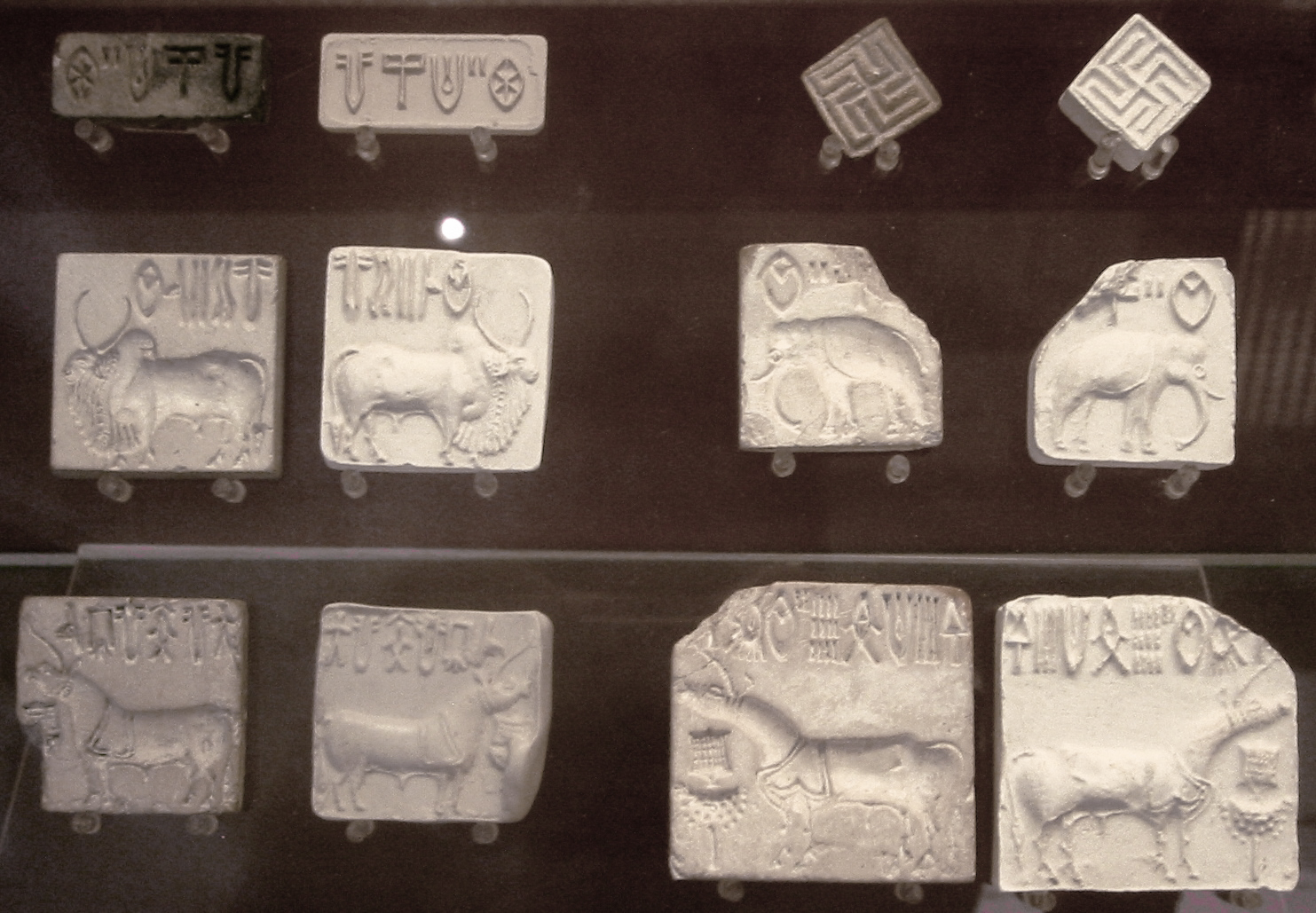
様々なインダス式印章。インダス文字が刻まれている。

インダス文字（インダスもじ）またはインダス印章文字とは、インダス文明のMature Harappan期（紀元前2600年-紀元前1900年）にハラッパーやモヘンジョダロなどの文明の中心都市で使われた象形文字である。
ハラッパー語を書記したものであるとされる。インダス文字は現在約400文字が発見されているが、テキストが印章のような短文がほとんどで、ロゼッタ・ストーンのような2言語以上の併記もなく、解読が難航している。

## 概説
1930年代から60年代初頭にかけての研究は、ラールという研究者が右から読むことを解明したほかは、目立った成果がなかった。1960年代にマヤ文字の解読を著しく前進させたことでも知られるユーリ・クノロゾフを中心とするソ連の研究者グループと、アスコ・パルボラを中心とするフィンランドの研究者グループが、解読にコンピューターを導入してから、足がかりが築かれ始めた。クノロゾフらによって、
1. 文中の語順が一定している
2. 修飾語が被修飾語の前に置かれること。すなわち「青い・空」の順であって「空・青い」の順ではない
3. 名詞の前に置かれる名詞は形容詞として機能し、その際、接尾辞の挿入を必要としない
4. 数詞は名詞の前に直接接合され、複数語尾を必要としない
5. 接尾辞のみが用いられ、接頭辞は用いられない
6. 二つ以上の接尾辞の結合が可能である

などの性格が明らかにされた。
これらの文法的特徴から、Iravatham Mahadevanはハラッパー語についてドラヴィダ語仮説（Dravidian hypothesis, 南インドのドラヴィダ系の言語）を提唱している。Shikaripura Ranganatha Raoはドラヴィダ語仮説に反対している。
David McAlpinらは、インダス文字が原エラム文字と非常によく似ていると指摘している。
イギリスの学者G.R. HunterやRaymond Allchinなど、ブラーフミー文字がインダス文字を起源とすると主張する者もいる。

## 特徴
これまでに確認された文字の総数は400種類を越えるが、これらに一つの文字の変形が含まれているのか、あるいは相互に関連性の無い別個の文字なのかは不明瞭なため、正確な数は分かっていない。70年代にイラヴァサム・マハデヴァンが行った分析では419個とされたが、
ブライアン・ウェルズが2015年に提唱した説では694個の文字があるとされる。しかしこれら全てを表音文字と見なすには数が膨大すぎるため、表意文字であるとする考えが一般的となっている。
マハデヴァンによって分類された文字の内、113個は一度しか使われていない孤語で、47個は2回、59個は5回未満の使用に留まっている。5回以上の使用が確認されているものは僅か67個で、これが資料全体の八割を占めている。

## 研究

### 非言語説
上記のように文章自体が短く、文字の総数に比して頻出する文字が極めて少ないなどの理由から、インダス文字は特定の言語を書き表したものではなく、施設や職業などを示す非言語的な記号か、紋章やトーテムなどの宗教的シンボルに過ぎない、あるいは書き言葉として体系化される前の原文字段階を出ていないとする説もある。
しかし数学的、統計学的な分析ではインダス文字の語順や使用パターンには原初文字よりも遥かに高い規則性が認められるため、言語を書き表している事を否定できる程の強力な説とは見なされていない。

## 懸賞金
今になってもインダス文字が解読されてないため、その当時のインダス文明が謎に包まれてよくわかっていないため、2025年1月にインド南部のタミル・ナードゥ州のスタリン首相は、インダス文字の解読に100万ドルの懸賞金を掛けると発表した。